# Duffesbach
Der Duffesbach erreicht als einziger Bach in der Kölner Bucht in Köln den Rhein. Dies rührt daher, dass er als Nachfolge-Fließgewässer der in römischer Zeit durch Wasserbaumaßnahmen konstruierten Hürther Leitung aus dem Hürther Tal in einem künstlichen Bachbett den mittelalterlichen Kölner Zünften und Gewerbebetrieben dienen musste. Auch dies ist einzigartig. Vor dieser Zeit versickerte er in den Schottern nahe der Stufe der niederrheinischen Mittelterrasse zwischen Kalscheuren und dem Militärring – also westlich von Köln. Dies beweisen Ablagerungen (Kolluvien) dort und fehlende Kolluvien an der rezenten Bachtrasse.

## Name
Der Bach hatte in früherer Zeit unterschiedliche Namen. In Köln hieß er wie der Gleueler Bach, nur die Bach. Der Straßenzug, der den Bach in Köln begleitete, heißt als Ganzes die Kölner Bäche. Vor Köln hieß er meist Hürther Bach. Der Name Duffesbach ist in seiner Bedeutung unklar. Die Deutungsversuche nach Tuff-Mühle oder Duffes/Taubenhaus geben keinen rechten Sinn, können aber auch nicht ausgeschlossen werden.

### Quellen

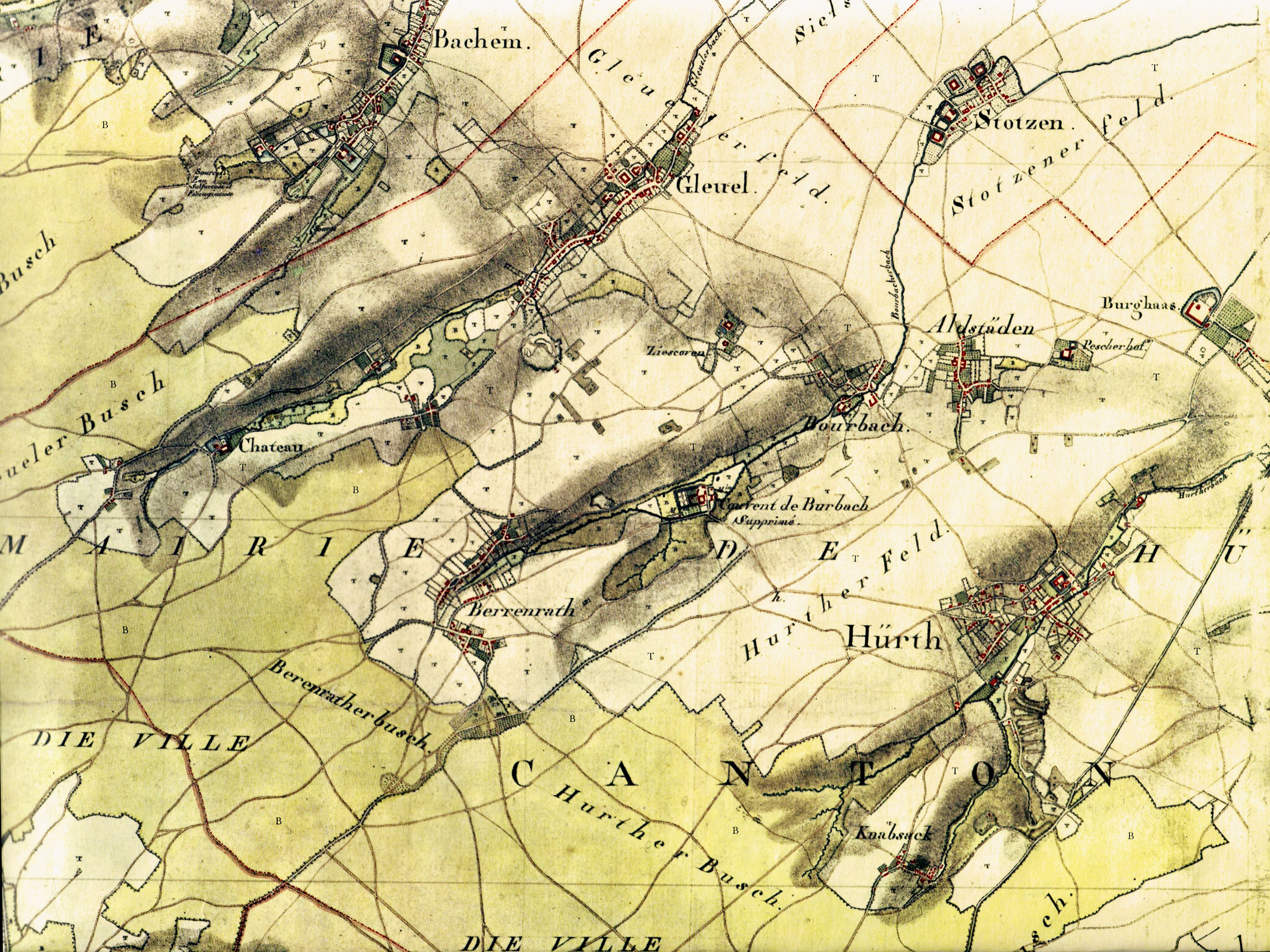
Hürther Bäche um 1800

## Geographie

### Verlauf
Aus dem Hürther Tal austretend, wird der Bach rechtwinklig nach Westen in Richtung der alten Burg Hermülheim verschwenkt und quer über den flach auslaufenden Riedel der Theresienhöhe geführt, früher in einem gemauerten offenen Bett durch die Kirch-/Severinusstraße, heute verrohrt. Bei Unwettern ergoss er sich oft über die große Kölner Ausfallstraße nach Südwesten – die Luxemburger Straße. Immer wieder musste das Bett dort ausgebessert werden. Von der Burg fließt er gradlinig und offen parallel zum ehemaligen Aquädukt durch Efferen (in der Bachstraße verrohrt) auf Köln zu. Unterhalb Efferens nahm er früher den Stotzheimer Bach (Oberlauf: Bornbach auch Burbacher Bach) als einzigen Nebenbach auf, der heute in den Kölner Randkanal geleitet wird. Auch vom Duffesbach wird Wasser bei Starkregen oder bei größerer Wasserführung in den Randkanal abgeleitet. Er erreicht Köln an der Autobahn. Im Stadtbezirk Lindenthal fließt er kanalisiert unter der Luxemburger Straße. Beim Weißhaus füllte er früher den Weiher des Herrenhauses. Der Eintritt ins mittelalterliche Stadtgebiet war am Bachtor. Von dort fließt er, im Mittelalter offen, heute kanalisiert, vorbei an der alten Römermauer mit dem römischen Südtor Hohe Pforte über den Filzengraben (im Mittelalter noch mehrfach verzweigt) in den Rhein.

## Nutzung
Alleine auf jetzigem Hürther Gebiet gab es früher sieben Mühlen, in Köln kurz vor der Mündung dann noch die Malzmühle. Dabei waren keine eigentlichen Mühlenteiche angelegt. Teilweise wurde das Wasser kurz im Mühlenbach selbst angestaut. Alle Mühlen konnten nur mahlen, wenn die oberen Mühlen das Wasser nicht anstauten. Außer der Malzmühle hatte der Schleifkotten bei Efferen eine besondere Nutzungsart. Vor dem Schleifen wurde die Lowenmühle zur Bearbeitung von Gerberlohe genutzt. Die Mühlen leben heute nur noch in Straßennamen weiter. Die Burgherren und Gutsbesitzer am Bachlauf nutzten das Bachwasser zum Befüllen der Burgweiher. Dies durften sie nach Verträgen mit der Stadt Köln nur am Sonntag, wenn das Wasser nicht für das Kölner Gewerbe gebraucht wurde. Dieses Gewerbe schlägt sich heute noch in den Namen der Straßen im Verlauf des Straßenzuges Kölner Bäche nieder.
Eine zeitgemäße Nutzung des Duffesbaches ist durch die Ausweisung der heute noch offenen Uferzonen als Grünzug möglich geworden. Eine Renaturierung wie etwa beim Pulheimer Bach erscheint fragwürdig, da der Bach ab Hermülheim nie ein natürliches Flussbett hatte. Eine Renaturierung des Oberlaufs ist durch die Nutzung des engen Tales als Bahntrasse der Schwarzen Bahn nur schwer möglich. Der Duffesbach weist mit Gewässergüteklasse III–IV eine schlechte Wasserqualität auf, mit sehr niedrigem Sauerstoffgehalt und toxischen Stoffen; Fischbestand ist kaum vorhanden.
Zur Erhaltung des Bachlaufs und dessen Ufer und zur Beseitigung von Verunreinigungen wurde 2012 der Duffesbachverband gegründet, in dem neben der Stadt Hürth auch Industriebetriebe wie YNCORIS (ehemals InfraServ Knapsack), RWE Power und die Häfen und Güterverkehr Köln AG beteiligt sind. Deren Vorläufer waren die Reinhaltungs- und Entwässerungsgenossenschaft für den Duffesbach und die Duffesbachgenossenschaft.

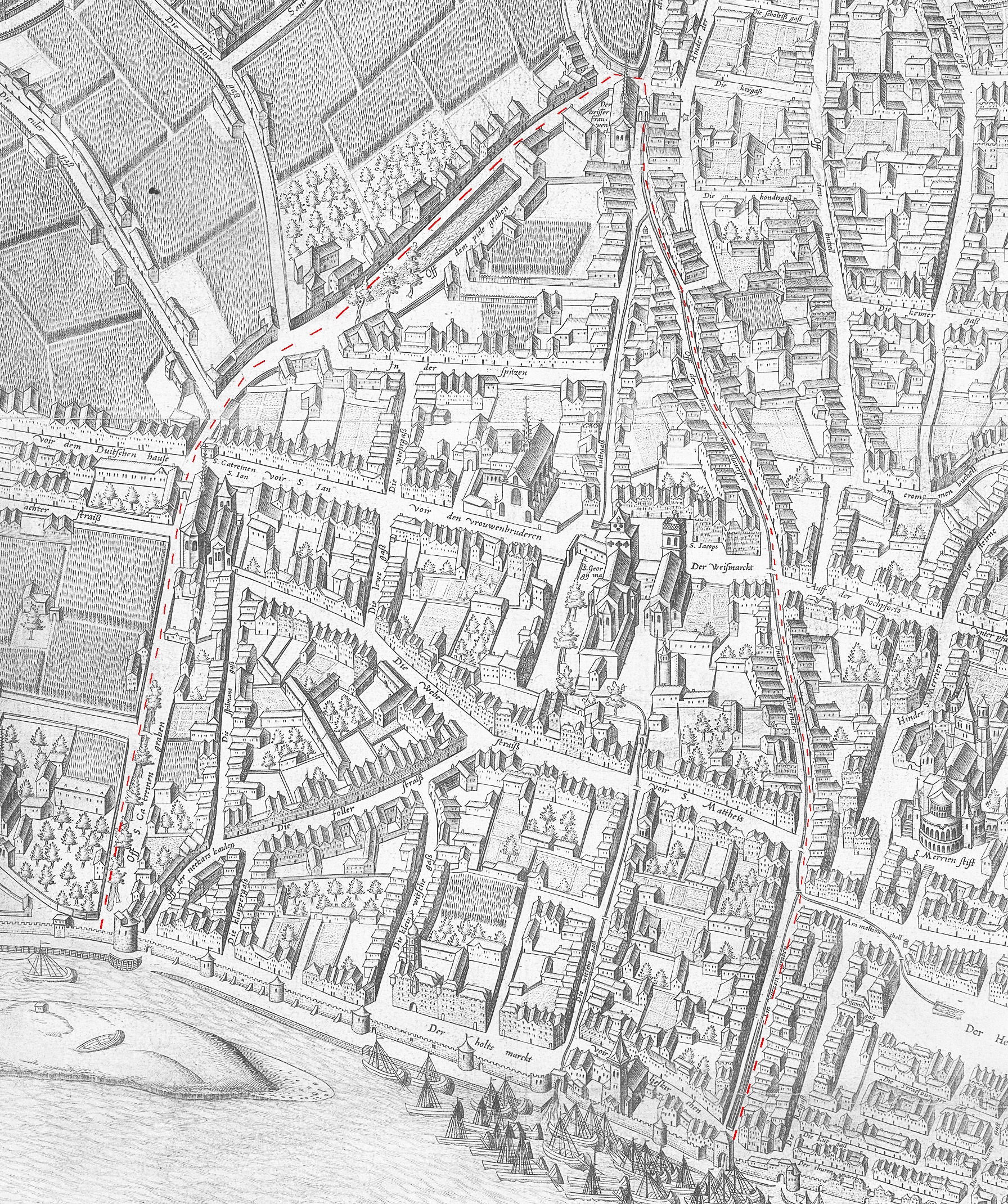
Oversburg 1571, Mittelalterliche Stadtviertel am Bach (Mercatorplan).
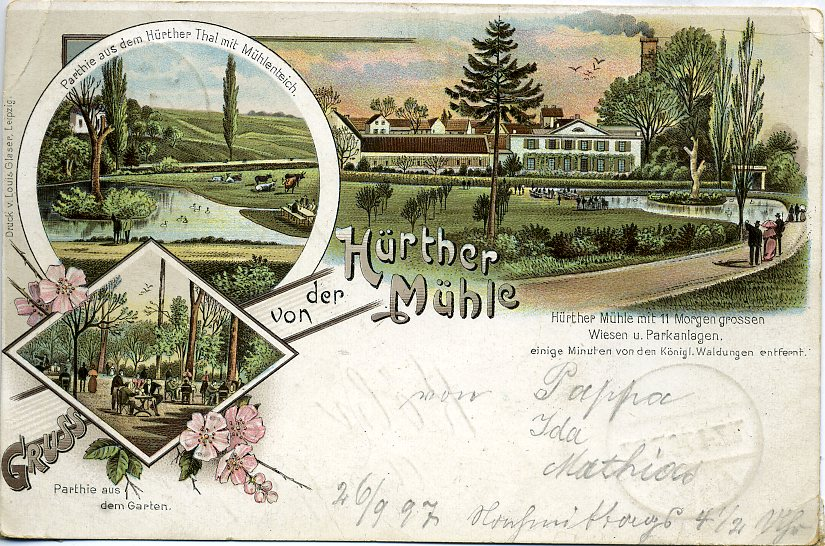
Restauration Hürther Thalmühle (1897) Letzte Mühlennutzung (siehe auch den Schlot der Dampfmaschine).
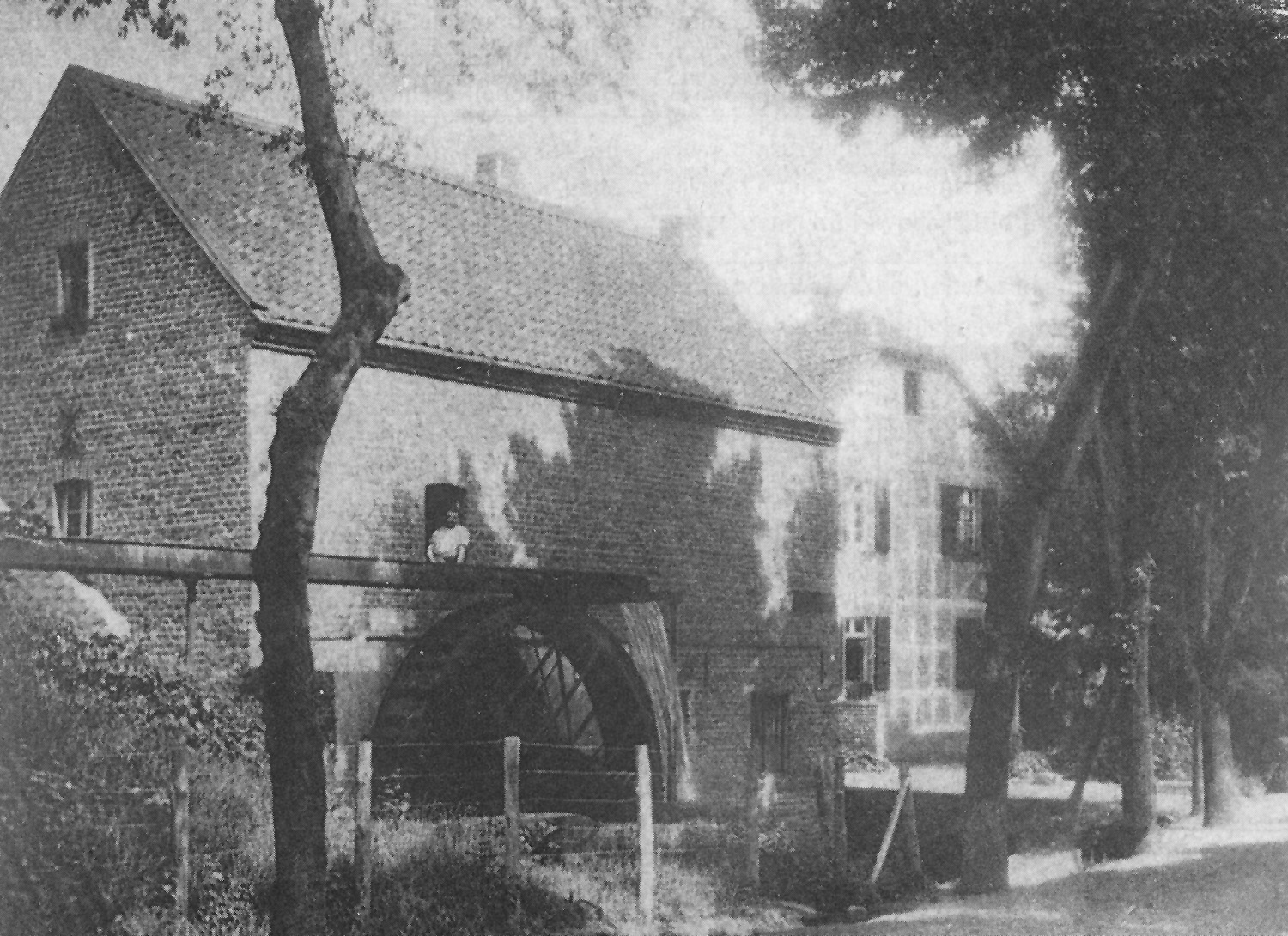
Deutschherrenmühle um 1909, Namensgeber für Hermülheim.
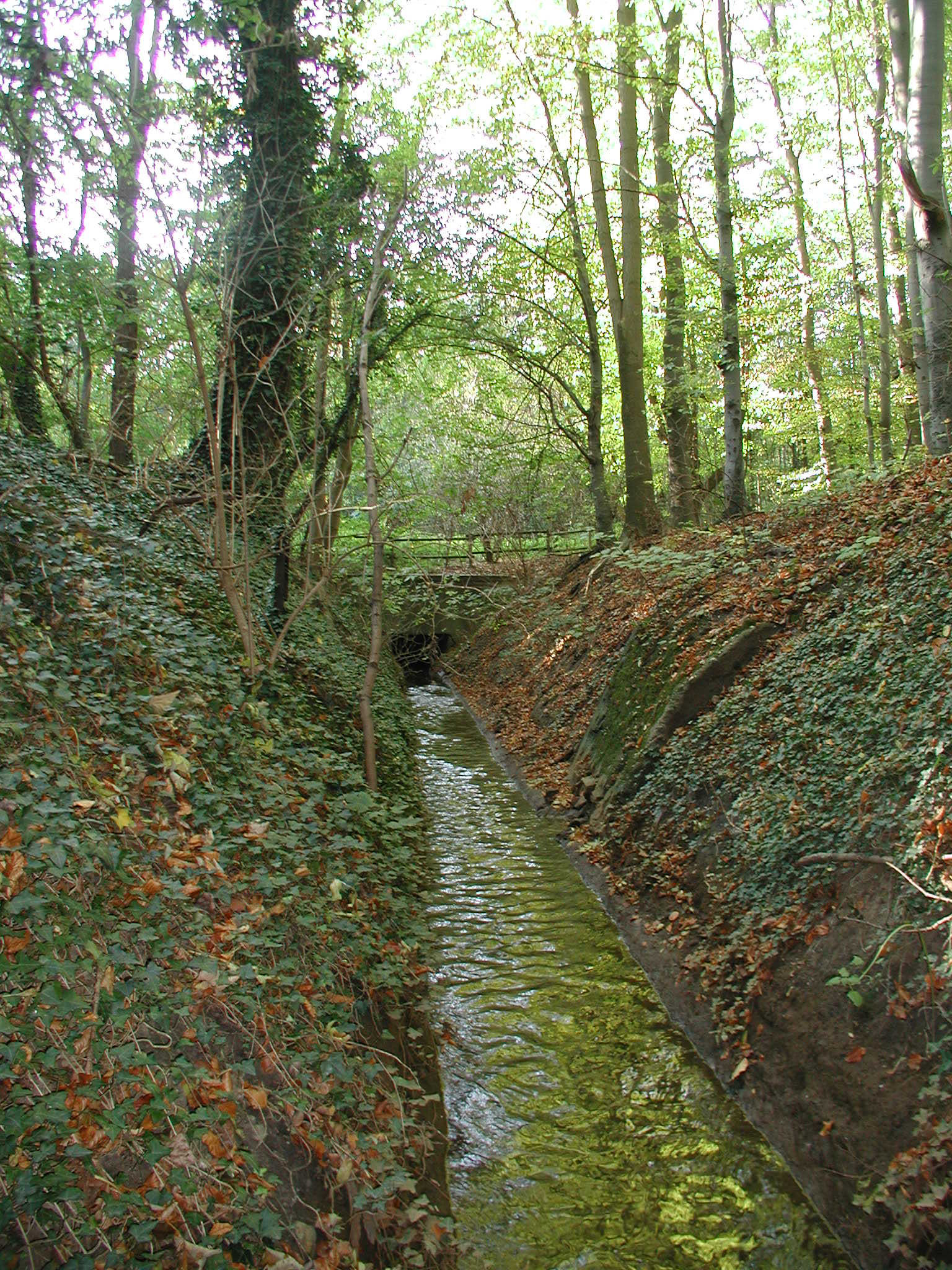
Kanalisierter Duffesbach,  Grenze Efferen/Köln.
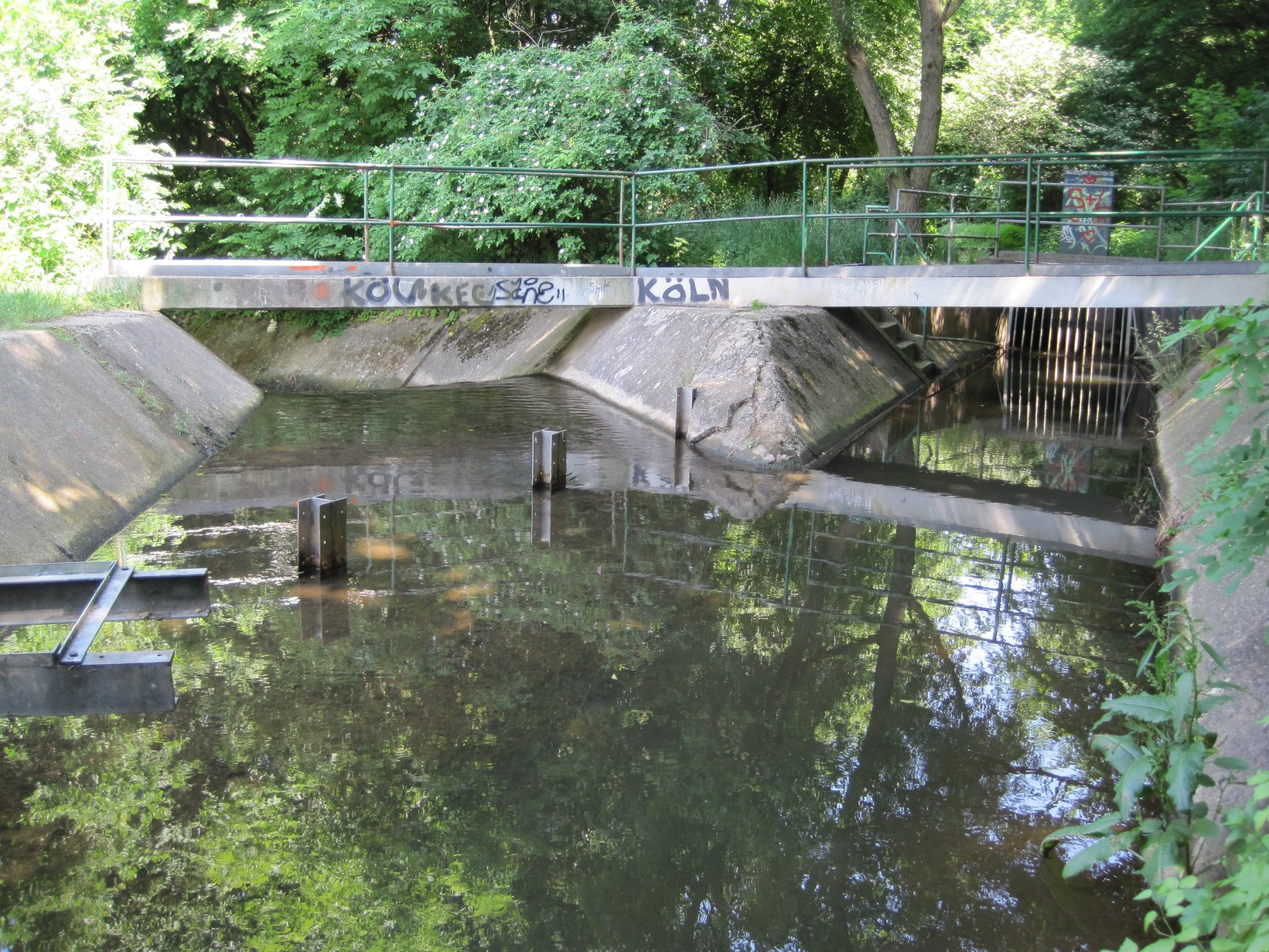
Abfluss des Duffesbach links in den Kölner Randkanal.
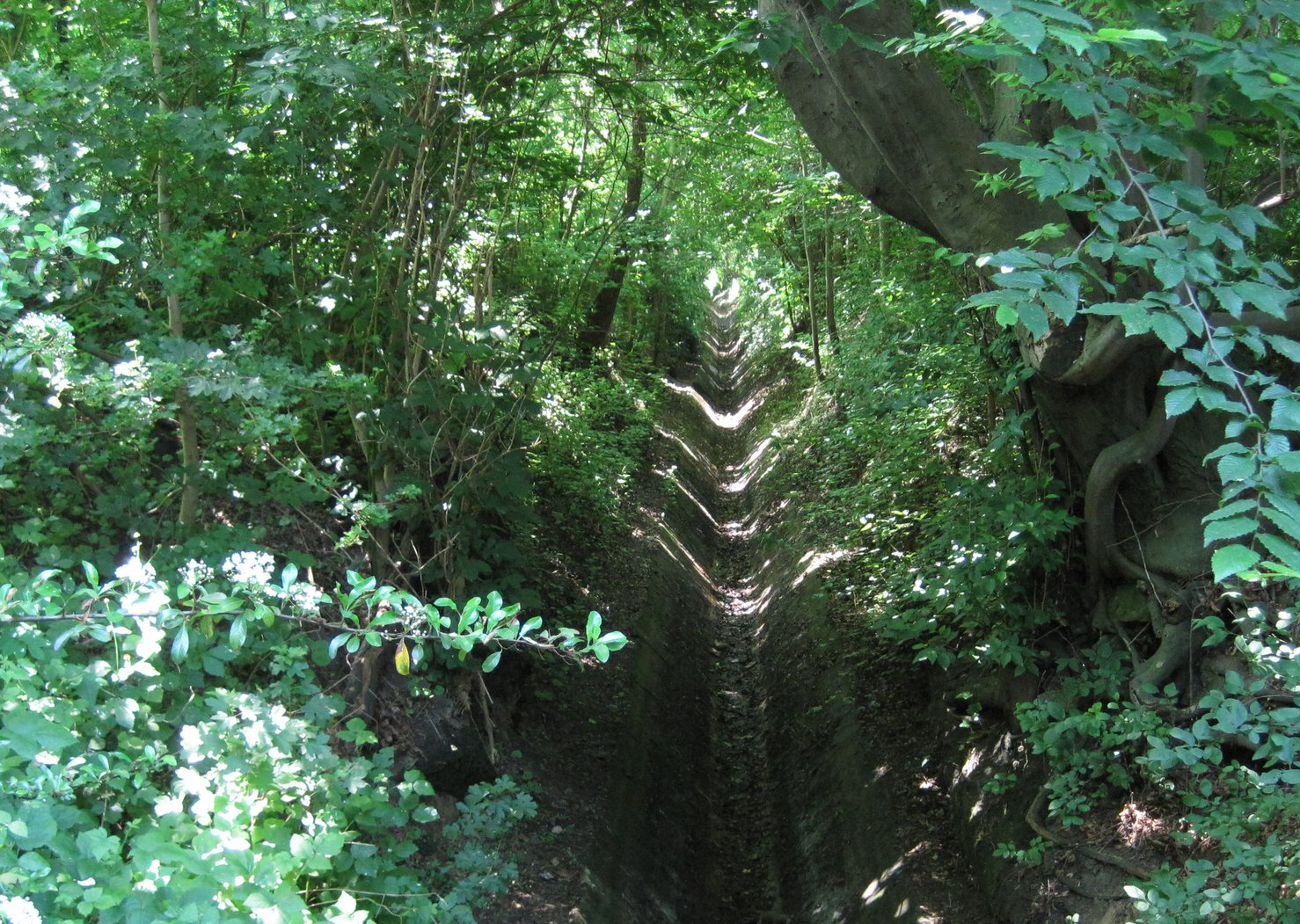
Trockengefallener Duffesbach, dessen Wasser zuvor in den Randkanal abfließt.